# Dolní Jamné
Dolní Jamné (německy Unter-Jamny) je malá vesnice a část obce Bezvěrov v okrese Plzeň-sever v Plzeňském kraji. Nachází se asi 2,5 kilometru jižně od Bezvěrova. Leží v nadmořské výšce 640 metrů. Dolní Jamné je také název katastrálního území o rozloze 7,7 km².

## Název
Název vesnice je odvozen z podstatného jména jáma. V písemných pramenech se název objevuje ve tvarech: Jamni (1208), Jamne (1227), in Jampni (1358), Jamny (1369), Jampny (okolo roku 1405), Jamny (1546, 1570), Unter Jamny (1712), Unter Jamney (1788) a úředně Jamné dolní nebo Unter-Jamný (1854). Používal se také lidový tvar Gamling.

## Historie
První písemná zmínka o Dolním Jamném pochází z roku 1208. Vesnice byla v první čtvrtině třináctého století centrem hrabišických kolonizačních aktivit v okolní krajině. Roku 1227 ji Kojata IV. odkázal zderazskému klášteru křižovníků v Praze.

## Obyvatelstvo
Při sčítání lidu v roce 1921 zde žilo 372 obyvatel (z toho 174 mužů), z nichž bylo pět Čechoslováků, 362 Němců a pět cizinců. Až na šest evangelíků a tři židy se hlásili k římskokatolické církvi. Podle sčítání lidu z roku 1930 měla vesnice 354 obyvatel: devět Čechoslováků, 344 Němců a jednoho cizince. Kromě římskokatolické většiny zde žilo šest židů a tři lidé bez vyznání.
| Rok            | 1869 | 1880 | 1890 | 1900 | 1910 | 1921 | 1930 | 1950 | 1961 | 1970 | 1980 | 1991 | 2001 | 2011 | 2021 |
| -------------- | ---- | ---- | ---- | ---- | ---- | ---- | ---- | ---- | ---- | ---- | ---- | ---- | ---- | ---- | ---- |
| Počet obyvatel | 435  | 435  | 426  | 419  | 436  | 392  | 373  | 113  | 138  | 94   | 85   | 69   | 69   | 64   | 75   |
| Počet domů     | 64   | 70   | 77   | 78   | 77   | 75   | 77   | 49   | 60   | 22   | 23   | 33   | 37   | 36   | 36   |

## Obecní správa
Při sčítání lidu v letech 1869–1975 Dolní Jamné bylo samostatnou obcí, se kterým patřilo nejprve do okresu Teplá, ale v letech 1900–1930 v okrese Planá, v roce 1950 v okrese Toužim a v letech 1961–1975 v okrese Plzeň-sever. Od 1. ledna 1976 je částí obce Bezvěrov v okrese Plzeň-sever. V letech 1950–1975 k obci patřily Chudeč, Nová Víska, Světec a Žernovník.

## Pamětihodnosti

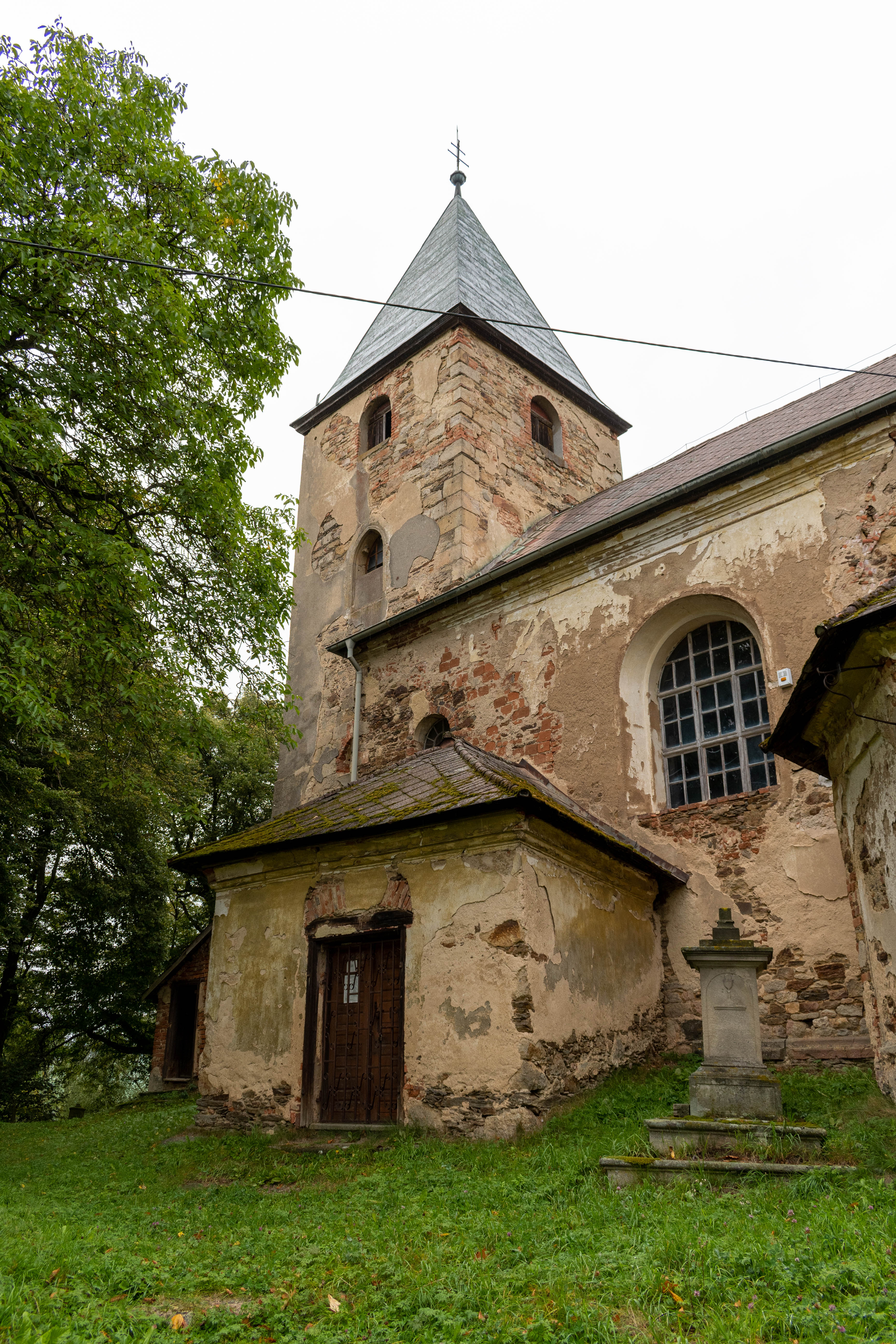
Kostel svatého Petra a Pavla

- Kostel sv. Petra a Pavla
- Fara čp. 13